# Jean-René Cruchet
Jean René Cruchet, né le 21 mars 1875 à Bordeaux et mort le 14 avril 1959 dans la même ville, est un médecin pathologiste et pédiatre français.

## Sa carrière résumée
Il fait ses études médicales à Bordeaux où il obtient son doctorat en 1902 et devient chef de clinique. Il est nommé médecin des hôpitaux en 1907 et agrégé la même année.
En 1920 il est professeur titulaire de pathologie générale et de thérapeutique. En 1926 enfin, il accède à la chaire de pédiatrie de Bordeaux.

Ses principaux domaines de recherche ont été les tics, le torticolis spasmodique, l'encéphalite épidémique et le mal de l’air.

## Ses travaux principaux
- Étude critique sur le tic convulsif et son traitement gymnastique. Bordeaux 1901-1902.
- Traité des torticolis spasmodiques. Paris, Masson, 1907. 357 cas de torticolis sont colligés dans cette monographie devenue un classique.
- Les universités allemandes au XXe siècle. Paris, 1914.
- Le mal des aviateurs. En collaboration avec R. Moulinier. In Les actualités médicales, Paris, 1919.
- Méningites chroniques et idiotie. In Nouveau traité de médecine de Gilbert and Carnot.
- Les états parkinsoniens et le syndrome bradykinétique. Avec Henri Verger (1873-1930). Paris, 1925.
- L’encéphalite épidémique. Paris, 1928.

## Éponymie
- Maladie de Cruchet : autre nom du torticolis spasmodique.
- Maladie de von Economo-Cruchet : autre nom de l'encéphalite léthargique (ou épidémique).